# Сьверже-Келче
Сьверже-Келче (пол. Świerże-Kiełcze) — село в Польщі, у гміні Заремби-Косьцельні Островського повіту Мазовецького воєводства.
Населення — 61 особа (2011).
У 1975-1998 роках село належало до Ломжинського воєводства.

## Демографія
Демографічна структура станом на 31 березня 2011 року:
|          | Загалом | Допрацездатний вік | Працездатний вік | Постпрацездатний вік |
| -------- | ------- | ------------------ | ---------------- | -------------------- |
| Чоловіки | 33      | 8                  | 20               | 5                    |
| Жінки    | 28      | 11                 | 12               | 5                    |
| Разом    | 61      | 19                 | 32               | 10                   |